# Nerigården
Nerigården är ett naturreservat i Smedjebackens kommun i Dalarnas län.
Området är naturskyddat sedan 2017 och är 28 hektar stort. Reservatet ligger i en sluttning ner mot Stora Ulvsjön och består av lövrika barrskog där delar marken fordomdags använts för ängsslåtter.